# Geosesarma aedituens
Espèce
Le Geosesarma aedituens est une espèce de crabe semi-terrestres d'eau douce de la famille des Sesarmidae.

## Distribution
Cette espèce est endémique de Bali en Indonésie.

## Habitat
Cette espèce se rencontre dans les forêts de montagne de l'intérieur de l'île, tous les spécimens actuellement collectés l'ont été à proximité du lac Bratan. Ils vivent dans des terriers et sont très craintifs, les entrées du terrier sont entretenues et parfois dissimulées par un tapis de bryophytes.

## Étymologie
De nombreux spécimen ayant été collectés aux abords d'un temple abandonné, l'épithète spécifique "aedituens" qui en latin signifie « gardien du temple » a été choisi pour désigner l'espèce.

## Publication originale
- Naruse & Jaafar, 2009 : Geosesarma aedituens, a new terrestrial crab (Crustacea: Decapoda: Brachyura: Sesarmidae) from Bali, Indonesia. Raffles Bulletin of Zoology, vol. 57, no 1, p. 183-187(texte intégral).